# 南観音山
南観音山（みなみかんのんやま）は、毎年7月17日に京都市内で行われる祇園祭にて巡行する曳山のひとつ。2011年まで全32の山鉾のうち最後に巡行、大船鉾が巡行に仮復帰した2012年・2013年は全体の29番目に巡行、後祭が復活した2014年から後祭の6番目に巡行。2023年より北観音山との巡行順を一年交代で入れ替えるようになる。これにより巡行順が奇数年は2番，偶数年は6番となった。財団法人南観音山保存会が主体となって継承・運営している。

## 概要
南観音山の御神体は楊柳観音と善財童子である。楊柳観音像は恵心僧都源信（942 - 1017）の作と伝承するが、天明の大火（1788年）で像の頭部以外は焼失してしまったため、復元されたものである。楊柳観音の横で合掌している善財童子像は江戸時代の作。華厳経「入法界品（にゅうほっかいぼん）」にある、善財童子が53名の善知識を歴訪するという説話から取材されている。
南観音山だけに存在する行事、「あばれ観音」は、宵山と呼ばれる、後祭山鉾巡行の前日である7月23日の深夜に、御神体の楊柳観音を神輿にくくりつけて揺らしながら、保存会がある町内を3周するというものである。「暴れさせることで北観音山の観音さまへの恋心を冷めさせる」など、いくつかいわれがあるが、どれも定かではない。観音像は布で包まれて蓮台に縛り付けられ、同じく布で包まれた善財童子像を持った人に先導されて走りながら町内を三回往復し、町の南北端の交差点と山の脇でワッショイの掛け声とともに観音像の乗った蓮台を大きく上下に揺らす。
見送りの「龍王渡海図」（1988年新調）・下水引の「飛天奏楽」（1995年新調）は、日本画家の加山又造の下絵によるもの。2008年には4枚の天水引 緋羅紗地「四神図」が復元新調された。